# Seznam regionálních guvernérů v Itálii
Tento článek obsahuje aktuální seznam guvernérů regionů a autonomních provincií v Itálii. Zahrnuje 19 guvernérů regionů a 2 guvernéry autonomních provincií Jižní Tyrolsko a Tridentsko; ty jsou sice sdruženy v regionu Trentino-Alto Adige, jeho pravomoci jsou ale většinou podstoupeny oběma autonomním provinciím.
Guvernéři regionů a autonomních provincií jsou členy Konference regionů a autonomních provincií (Conferenza delle regioni e delle province autonome), jejímž úkolem je koordinace politiky mezi regiony.

## Mapa

Barva označuje stranickou příslušnost guvernéra

## Seznam
| Region                    | Guvernér             |  | Strana | Strana    | Koalice | Koalice       | Zvolen |
| ------------------------- | -------------------- |  | ------ | --------- | ------- | ------------- | ------ |
| Údolí Aosty               | Erik Lavévaz         |  |        | UV        |         | Středolevice  | 2020   |
| Piemont                   | Alberto Cirio        |  |        | FI        |         | Středopravice | 2019   |
| Lombardie                 | Attilio Fontana      |  |        | Liga      |         | Středopravice | 2023   |
| Jižní Tyrolsko            | Arno Kompatscher     |  |        | SVP       |         | Středolevice  | 2018   |
| Tridentsko                | Maurizio Fugatti     |  |        | Liga      |         | Středopravice | 2018   |
| Benátsko                  | Luca Zaia            |  |        | Liga      |         | Středopravice | 2020   |
| Furlansko-Julské Benátsko | Massimiliano Fedriga |  |        | Liga      |         | Středopravice | 2023   |
| Emilia-Romagna            | Stefano Bonaccini    |  |        | PD        |         | Středolevice  | 2020   |
| Ligurie                   | Giovanni Toti        |  |        | IaC       |         | Středopravice | 2020   |
| Toskánsko                 | Eugenio Giani        |  |        | PD        |         | Středolevice  | 2020   |
| Marche                    | Francesco Acquaroli  |  |        | FdI       |         | Středopravice | 2020   |
| Umbrie                    | Donatella Tesei      |  |        | Liga      |         | Středopravice | 2019   |
| Lazio                     | Francesco Rocca      |  |        | nezávislý |         | Středopravice | 2023   |
| Abruzzo                   | Marco Marsilio       |  |        | FdI       |         | Středopravice | 2019   |
| Molise                    | Donato Toma          |  |        | FI        |         | Středopravice | 2018   |
| Kampánie                  | Vincenzo De Luca     |  |        | PD        |         | Středolevice  | 2020   |
| Apulie                    | Michele Emiliano     |  |        | PD        |         | Středolevice  | 2020   |
| Basilicata                | Vito Bardi           |  |        | FI        |         | Středopravice | 2018   |
| Kalábrie                  | Roberto Occhiuto     |  |        | FI        |         | Středopravice | 2021   |
| Sicílie                   | Renato Schifani      |  |        | FI        |         | Středopravice | 2022   |
| Sardinie                  | Christian Solinas    |  |        | PSd’Az    |         | Středopravice | 2019   |